# Stazione di Oristano
Stazione di Oristano vasútállomás Olaszországban, Szardínia régióban, Oristano településen.

## Vasútvonalak
Az állomást az alábbi vasútvonalak érintik:
- Cagliari–Golfo Aranci Marittima-vasútvonal

## Kapcsolódó állomások
A vasútállomáshoz az alábbi állomások vannak a legközelebb: 
- Stazione di Simaxis
- Stazione di Sant'Anna